# Mount Lebanon (Louisiana)
Mount Lebanon is een plaats (town) in de Amerikaanse staat Louisiana, en valt bestuurlijk gezien onder Bienville Parish.

## Demografie
Bij de volkstelling in 2000 werd het aantal inwoners vastgesteld op 73.
In 2006 is het aantal inwoners door het United States Census Bureau geschat op 70, een daling van 3 (-4,1%).

## Geografie
Volgens het United States Census Bureau beslaat de plaats een oppervlakte van
10,4 km², geheel bestaande uit land.

## Plaatsen in de nabije omgeving
De onderstaande figuur toont nabijgelegen plaatsen in een straal van 20 km rond Mount Lebanon.